# Outlander (jeu vidéo)
Pour les articles homonymes, voir Outlander.
Outlander  est un jeu vidéo d'action et de combat motorisé sorti en 1992 sur Mega Drive et Super Nintendo. Le jeu a été développé et édité par Mindscape.